# Leopolda
A Leopolda  a Leopold férfinév női párja.

## Rokon nevek
- Leopoldina:[1] szintén a Leopold név női párja.[2]
- Polda:[1] a Leopolda és a Leopoldina becenevéből önállósult.[3]

## Gyakorisága
Az 1990-es években a Leopolda, Leopoldina és a Polda szórványos név, a 2000-es években nem szerepelnek a 100 leggyakoribb női név között.

## Névnapok
Leopolda, Leopoldina, Polda:
- november 15.,[2][3]

## Híres Leopoldák, Leopoldinák és Poldák
- Esterházy Leopoldina
- Habsburg–Tiroli Mária Leopoldina német-római császárné, magyar királyné.